# I Can't Give You Anything but Love
«I Can't Give You Anything but Love» es una canción interpretada por los cantantes estadounidenses Tony Bennett y Lady Gaga, e incluida en su primer álbum dúo Cheek to Cheek (2014). Bennett y Gaga reinterpretaron «I Can't Give You Anything but Love, Baby» del compositor Jimmy McHugh y de la música Dorothy Fields, escrita para el musical de Broadway Blackbirds of 1928. Fue lanzada como el segundo sencillo del disco el 19 de agosto de 2014 bajo el sello Interscope Records.
La versión de «I Can't Give You Anything but Love» incluida en Cheek to Cheek presenta arreglos basados en piano, metales y percusión, con Bennett y Gaga alternando versos en una interpretación que combina elementos tradicionales y adaptaciones modernas. Adicionalmente, Gaga realizó pequeños cambios en la letra para incorporar referencias a su colaboración con Bennett, añadiendo un matiz personalizado al tema.
El videoclip, lanzado el 26 de agosto de 2014, fue grabado en un estudio de grabación. En él, se alternan escenas de Gaga interpretando la canción con distintos atuendos y peinados, y de Bennett uniéndose posteriormente a la grabación. Como parte de la promoción, ambos artistas compartieron interpretaron la canción en su gira conjunta Cheek to Cheek Tour, que contó con un total de 36 presentaciones en América del Norte y Europa.

## Antecedente y grabación
Tony Bennett y Lady Gaga se conocieron por primera vez en 2011, en el backstage de la gala Robin Hood Foundation en Nueva York, luego de que Gaga interpretara «Orange Colored Sky» de Nat King Cole. En ese encuentro, Bennett le propuso grabar un dueto para su próximo álbum. Su primera colaboración fue «The Lady Is a Tramp» en 2011, para el disco Duets II de Bennett y, más adelante, el cantante confirmó que ambos trabajarían en un nuevo álbum de jazz, titulado Cheek to Cheek, lanzado en 2014. Aunque el proyecto estaba en desarrollo desde septiembre de 2012, la grabación no comenzó hasta la primavera de 2013 debido a la cirugía de cadera de Gaga y a la cancelación de su gira The Born This Way Ball. Ambos artistas seleccionaron personalmente las canciones para el disco, eligiendo piezas emblemáticas del Great American Songbook, incluyendo «I Can't Give You Anything but Love».
El proyecto contó con la colaboración del cuarteto de Bennett —Mike Renzi, Gray Sargent, Harold Jones y Marshall Wood— además del pianista Tom Lanier, el trompetista Brian Newman, amigo cercano de Gaga, y otros destacados músicos como el saxofonista Joe Lovano y el flautista Paul Horn. En la versión de «I Can't Give You Anything but Love» incluida en Cheek to Cheek, Gaga y Bennett alternan versos con acompañamiento de piano, una sección de metales y batería. Gaga también adaptó la letra para cantar «Qué bien te ves, Tony» y más adelante añadió «Los brazaletes de diamantes no sirven, no impresionan, Gaga».

## Lanzamiento y recepción
"I Can't Give You Anything but Love" fue lanzado como segundo sencillo el 19 de agosto del álbum de Cheek to Cheek publicado en su cuenta de Twitter acompañado de la portada del sencillo.

## Promoción

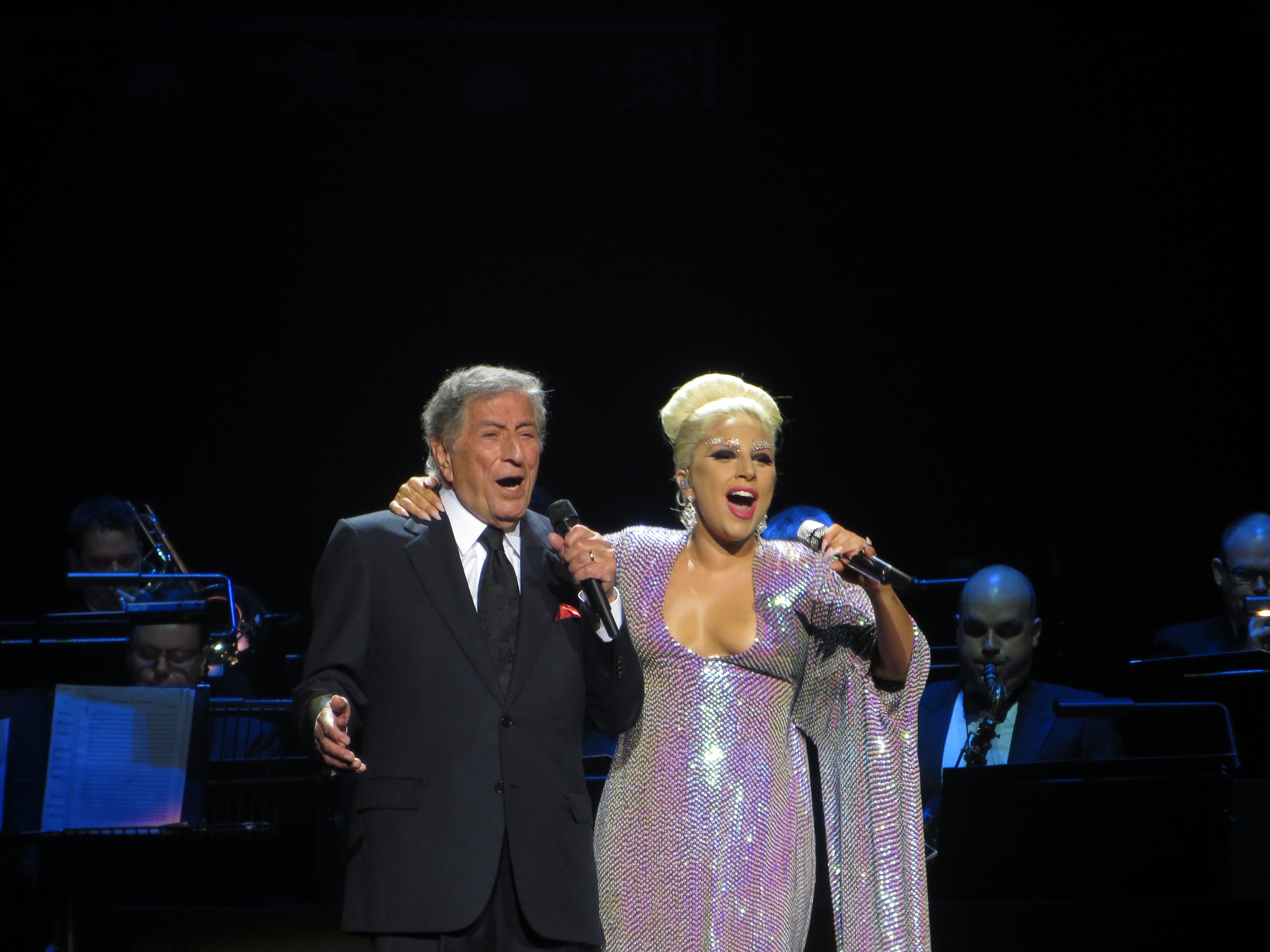
Lady Gaga y Tony Bennett, intérpretes de «I Get a Kick Out of You».

### Video musical
El videoclip oficial de «I Can't Give You Anything but Love» fue lanzado el 26 de agosto de 2014 en las plataformas oficiales de Gaga. Fue filmado en un estudio de grabación y muestra, en su primera mitad, a Gaga luciendo varios atuendos y pelucas mientras graba la canción y se pasea por el lugar. Más adelante, Tony Bennett se une a las sesiones en el estudio, interpretando el tema junto a Gaga. En el estribillo final, ambos cantantes unen sus estilos en una interpretación descrita como «una combinación peculiar pero poderosa que trasciende generaciones y géneros».

### Recepción pública y crítica
Jon Blistein de la revista Rolling Stone elogió el video, destacando que «Gaga y Bennett exudan una química musical única y adorable». Por su parte, Maurice Bobb de MTV News notó la «esencia pura» del dúo en el video y señaló que Gaga aparece «sorprendentemente tranquila», aunque resaltó que «su energía juguetona todavía brilla mientras se mueve y baila al ritmo de la voz suave de Bennett». Nolan Feeney de la revista Time comentó que Gaga parece más «normal» en este video y agregó que «sigue siendo entretenida incluso cuando simplemente está en la cabina vocal, y vestida como una persona relativamente común, nada menos».
Por otro lado, Katie Atkinson de Billboard afirmó que «si amas la adorable amistad entre la glamorosa reina del pop Lady Gaga y el clásico crooner Tony Bennett, definitivamente querrás ver el relajado video detrás de cámaras de la pareja para "I Can't Give You Anything but Love"». Finalmente, Mike Wass del sitio Idolator describió el video en detalle, llamándolo «el antídoto perfecto para los abrumadores y excesivos visuales de Artpop de Gaga... Este clásico swing encaja perfectamente para Gaga y Tony, permitiéndoles improvisar y bromear. Esas travesuras se capturan en el video filmado en el estudio, donde se ve a Mother Monster luciendo diversas pelucas y fumando un cigarro. Su elegante compañero parece un poco desconcertado, pero claramente está disfrutando el momento».

## Posicionamiento en listas

### Semanales
| Estados Unidos | Jazz Digital Songs   | 1   |
| Francia        | French Singles Chart | 173 |

## Formatos yremixes
- Descarga digital

| «I Can't Give You Anything but Love» |                                      |          |  |
| N.º                                  | Título                               | Duración |  |
| 1.                                   | «I Can't Give You Anything but Love» | 3:14     |  |

| «I Can't Give You Anything but Love (Remixes)» |                                                              |          |  |
| N.º                                            | Título                                                       | Duración |  |
| 1.                                             | «I Can't Give You Anything but Love» (Giorgio Moroder Remix) | 3:37     |  |